# José Saramago
José de Sousa Saramago (Azinhaga, Golegã, Portugal, 16 de novembre del 1922 - Lanzarote, 18 de juny del 2010) fou un escriptor portuguès guardonat amb el Premi Nobel de Literatura l'any 1998.

## Biografia
Va néixer a la població d'Azinhaga, situada al municipi de Golegã i, al seu torn, al districte de Santarém. Els seus pares eren José de Sousa i Maria da Piedade "Saramago", la paraula portuguesa per a rave salvatge, va ser el malnom insultant que es va donar al seu pare, i va ser incorporat accidentalment al seu nom pel secretari del poble quan es va registrar el seu naixement.Tot i que el registre oficial del seu naixement el situa el dia 18, aquest fet es deu a un error en l'anotació per part del funcionari, que alhora el va inscriure amb el nom de José Saramago i no pas José de Sousa, cognom del seu pare.
El 1924, la seva família es va traslladar a Lisboa, on el seu pare va començar a treballar de policia. Uns mesos després que la família es traslladés a la capital, va morir el seu germà Francisco, dos anys més gran. Va passar les vacances amb els seus avis a Azinhaga. Quan el seu avi va patir un ictus i l'havien de portar a Lisboa per a tractament, Saramago va recordar: «Va entrar al pati de casa seva, on hi havia uns quants arbres, figueres, oliveres. I va anar un a un, abraçar els arbres i plorar, acomiadar-se d'ells perquè sabia que no tornaria a veure això, a viure això, si això no et marca la resta de la teva vida -va dir Saramago-, no tens sensació». Tot i que Saramago era un bon alumne, els seus pares no es podien permetre el luxe de mantenir-lo a l'escola de gramàtica i, en canvi, el van traslladar a una escola tècnica als 12 anys, a l'Escola Industrial de Lisboa, estudis que no va poder finalitzar en no poder seguir pagant la matrícula. Aquest fet provocà que el jove Saramago entrés a treballar en una ferreria mecànica, sense oblidar, però, la seva nova passió: la lectura. Després de graduar-se com a torner, va treballar com a mecànic d'automòbils durant dos anys. En aquesta època Saramago havia adquirit gust per la lectura i va començar a freqüentar una biblioteca pública de Lisboa en el seu temps lliure. Es va casar amb Ilda Reis, mecanògrafa i posteriorment artista, el 1944 (es van divorciar el 1970). La seva única filla, Violante, va néixer l'any 1947. En aquesta època treballava al Servei de Benestar Social com a funcionari. Posteriorment va treballar a l'editorial Estúdios Cor com a redactor i traductor, i després com a periodista. Posteriorment, entrà a treballar en una companyia d'assegurances i simultaniejà les seves col·laboracions com a periodista al Diário de Notícias, un periòdic d'abast nacional, però del qual, per raons polítiques, ben aviat en fou expulsat. Crític literari de la revista Seara Nova, va formar part de la primera direcció de l'Associació Portuguesa d'Escriptors. El 1968, va conèixer i es va convertir en amant de l'escriptora Isabel da Nóbrega, la parella de feia molt temps de l'autor i crític João Gaspar Simões. Nóbrega es va convertir en el devot mentor literari de Saramago, a qui més tard dedicaria Memorial do Convento i O Ano da Morte de Ricardo Reis.
Membre del Partit Comunista Portuguès des del 1969, va patir persecució i censura durant els anys de la dictadura d'António de Oliveira Salazar. Posteriorment, va sumar-se a la Revolució dels Clavells, que va portar la democràcia a Portugal l'any 1974. Després de la Revolució dels Clavells, el 9 d'abril de 1975, durant el govern de Vasco Gonçalves, Saramago esdevingué el subdirector del diari Diário de Notícias, i la línia editorial esdevingué clarament procomunista. Un grup de 30 periodistes –la meitat de la redacció– van lliurar al consell una petició demanant la revisió de la línia editorial i la seva publicació. Es va convocar un ple i, arran d'una intervenció enfadada de Saramago, 24 periodistes van ser expulsats, acusats de ser de dretes. Després del cop d'estat del 25 de novembre de 1975 que va posar fi al PREC comunista, Saramago, al seu torn, va ser acomiadat del diari.
Saramago va publicar la seva primera novel·la, Terra de pecat, l'any 1947. Va ser la seva única obra literària publicada fins que es va publicar un llibre de poesia, Possibles Poemes, el 1966. El van seguir un altre llibre de poemes, Provavelmente alegria, el 1970, tres reculls d'articles periodístics el 1971, 1973 i 1974 respectivament, i el llarg poema L'any 1993 el 1975. L'any 1976 es va publicar una col·lecció d'escrits polítics sota el títol Notes. Després del seu acomiadament del Diário de Notícias el 1975, Saramago va adoptar més seriosament la seva escriptura i els anys següents va publicar una sèrie d'obres importants com Manual de Pintura e Caligrafia (1977), Objecto Quase (1978), Levantado do Chão (1980) i Viagem a Portugal (1981).

### Carrera i reconeixement internacional
Des del 1976, es dedicà exclusivament al seu treball literari. Saramago no va aconseguir un gran reconeixement i aclamació fins als seixanta anys, amb la publicació de la seva quarta novel·la, Memorial do Convento (1982). Un conte barroc ambientat durant la Inquisició a la Lisboa del segle xviii, que narra l'amor entre un soldat mutilat i un jove clarivident, i el somni herètic de fugir d'un sacerdot renegat. La traducció de la novel·la l'any 1988 com a Baltasar i Blimunda (de Giovanni Pontiero) va atraure Saramago a l'atenció d'un públic internacional. Aquesta novel·la va guanyar el premi PEN Club portuguès.
Després de novel·les aclamades com L'any de la mort de Ricardo Reis i La història del setge de Lisboa, Saramago va ser aclamat pels crítics literaris pel seu estil complex però elegant, la seva àmplia gamma de referències i el seu enginy.
Per l'antiga novel·la, Saramago va rebre el British Independent Foreign Fiction Prize. La història del setge de Lisboa, multicapa, tracta la incertesa dels esdeveniments històrics i inclou la història d'un corrector aïllat de mitjana edat que s'enamora del seu cap. Saramago va reconèixer que hi ha molt d'ell mateix en el protagonista de la novel·la, i va dedicar la novel·la a la seva dona.
L'any 1986 Saramago va conèixer una intel·lectual i periodista espanyola, Pilar del Río, 27 anys més jove que ella, i aviat va posar fi a la seva relació amb Isabel Nóbrega, la seva parella des de 1968. Es van casar el 1988 i van romandre junts fins a la seva mort el juny de 2010. Del Río és la traductora oficial dels llibres de Saramago al castellà.
Saramago es va unir al Partit Comunista Portuguès el 1969 i en va romandre membre fins al final de la seva vida. Era un pessimista confés. Les seves opinions van suscitar una considerable controvèrsia a Portugal, especialment després de la publicació de L'Evangeli segons Jesucrist. Els membres de la comunitat catòlica del país es van indignar per la representació de Saramago de Jesús i, en particular, de Déu com a éssers humans fal·libles, fins i tot cruels. El govern conservador de Portugal, encapçalat pel llavors primer ministre Aníbal Cavaco Silva, no va permetre que l'obra de Saramago pogués competir pel Premi Aristeion, argumentant que ofenia la comunitat catòlica. Com a resultat, Saramago i la seva dona es van traslladar a Lanzarote, a les Canàries.
L'any 1998 Saramago va ser guardonat amb el Premi Nobel de Literatura amb la motivació del premi: «qui amb paràboles sostingudes per la imaginació, la compassió i la ironia ens permet contínuament captar una vegada més una realitat elusòria».
S'esperava que Saramago parlés com a convidat d'honor al Parlament Europeu dels Escriptors l'any 2010, que es va convocar a Istanbul arran d'una proposta que havia estat coautor. Tanmateix, Saramago va morir abans que es produís l'esdeveniment.

### Mort i funeral

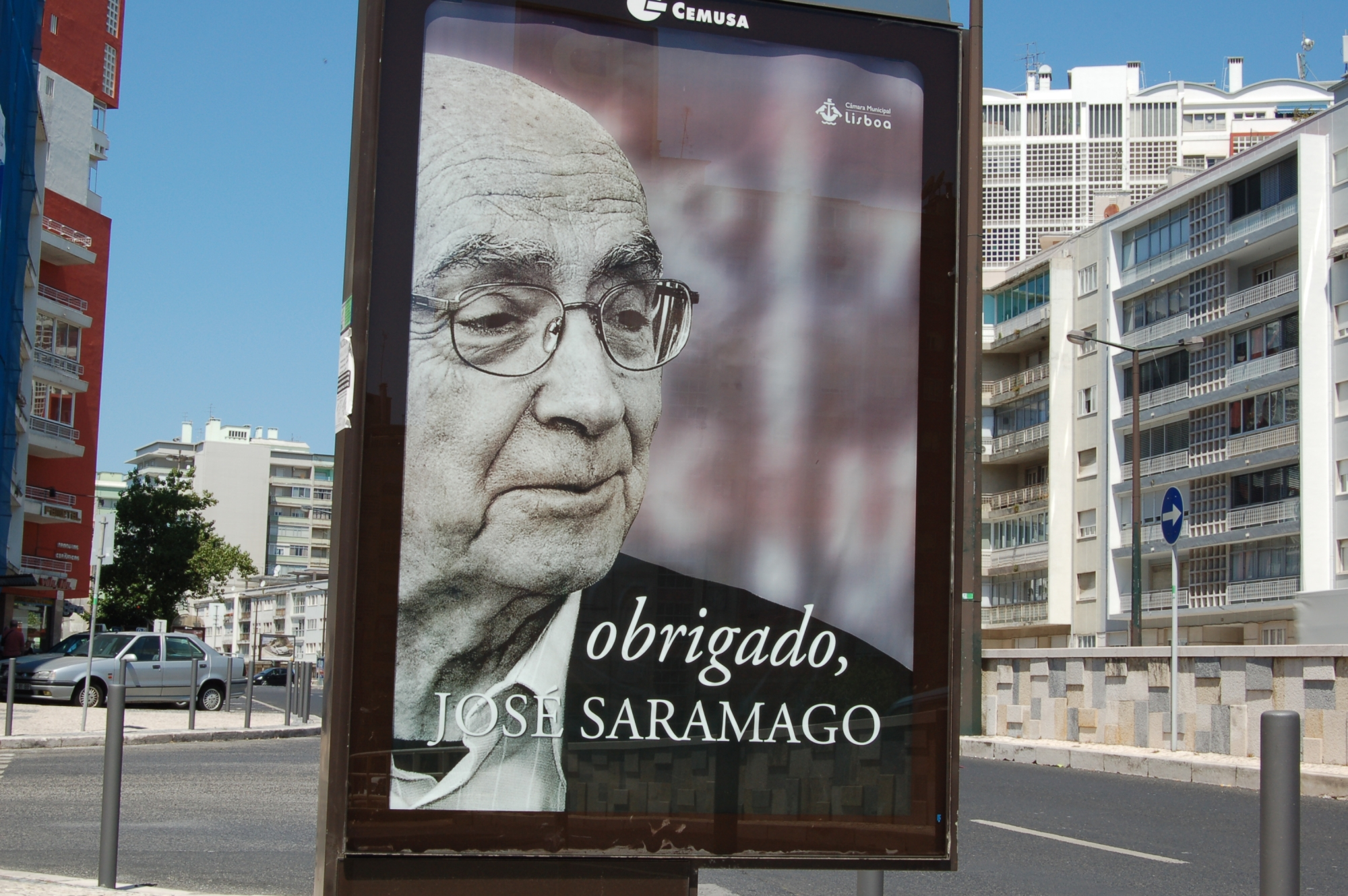
"Gràcies José Saramago", Lisboa, octubre de 2010

Saramago patia de leucèmia. Va morir el 18 de juny de 2010, als 87 anys, després d'haver passat els darrers anys de la seva vida a Lanzarote, Espanya. La seva família va dir que va esmorzar i va xerrar amb la seva dona i traductora Pilar del Río divendres al matí, i després va començar a trobar-se malament i va morir. The Guardian el va descriure com "el millor escriptor portuguès de la seva generació", mentre que Fernanda Eberstadt de The New York Times va dir que era "conegut gairebé tant pel seu comunisme inquebrantable com per la seva ficció".
La traductora a l'anglès de Saramago, Margaret Jull Costa, va retre homenatge a la seva "meravellosa imaginació", titllant-lo de el més gran escriptor portuguès contemporani. Saramago va continuar escrivint fins a la seva mort. La seva publicació més recent, Claraboia, es va publicar pòstumament l'any 2011. Saramago havia patit una pneumònia un any abans de la seva mort. Després de pensar que s'havia recuperat completament, va estar programat per assistir al Festival Internacional del Llibre d'Edimburg l'agost de 2010.
Portugal va declarar dos dies de dol. Hi ha hagut homenatges d'alts polítics internacionals: Luiz Inácio Lula da Silva (Brasil), Bernard Kouchner (França) i José Luis Rodríguez Zapatero (Espanya), mentre que els cubans Raúl i Fidel Castro van enviar flors.
El funeral de Saramago es va celebrar a Lisboa el 20 de juny de 2010, amb la presència de més de 20.000 persones, moltes de les quals havien recorregut centenars de quilòmetres, però també sobretot en absència del President de Portugal Aníbal Cavaco Silva, que estava de vacances a les Açores mentre va tenir lloc la cerimònia. Cavaco Silva, el primer ministre que va retirar l'obra de Saramago de la llista final del Premi Aristeion, va dir que no va assistir al funeral de Saramago perquè "mai havia tingut el privilegi de conèixer-lo". En una nota de premsa oficial, Cavaco Silva ha afirmat haver homenatjat l'obra literària de Saramago. Els que van qüestionar l'absència de Cavaco Silva en presència dels periodistes, tenien còpies del clavell vermell, símbol de la revolució democràtica de Portugal. La incineració de Saramago va tenir lloc a Lisboa, i les seves cendres van ser enterrades en l'aniversari de la seva mort, el 18 de juny de 2011, sota una olivera centenaria a la plaça davant la Fundació José Saramago (Casa dos Bicos).

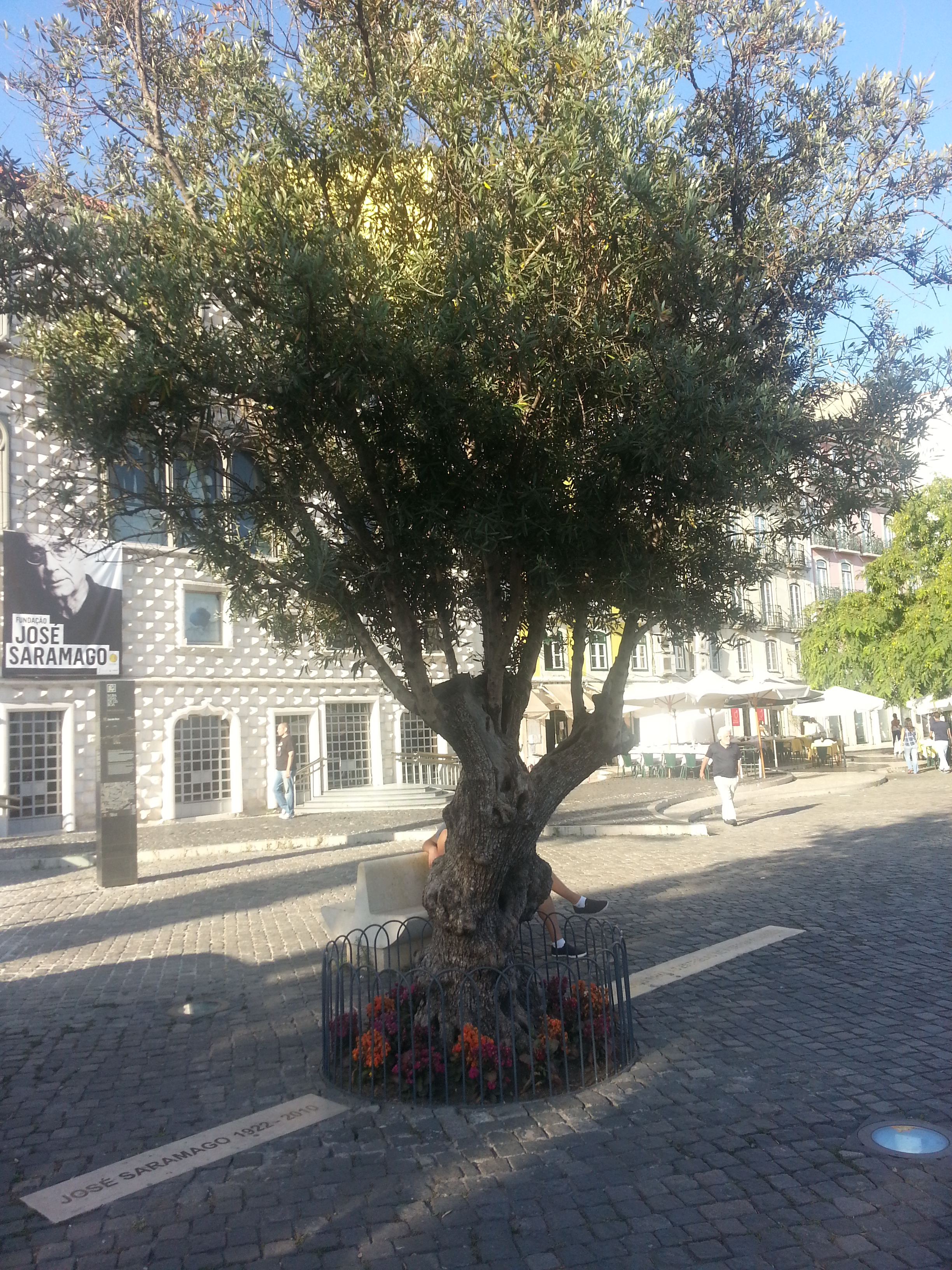
L'enterrament de les cendres de José Saramago

La Fundació José Saramago va anunciar l'octubre de 2011 la publicació d'una "novel·la perduda" publicada com a Skylight (Claraboia en portuguès). Va ser escrit a la dècada del 1950 i va romandre a l'arxiu d'una editorial a qui s'havia enviat el manuscrit. Saramago va romandre en silenci sobre l'obra fins a la seva mort. El llibre ha estat traduït a diversos idiomes.

## Vida personal
Saramago era ateu. L'Església catòlica el va criticar en nombroses ocasions pel contingut d'algunes de les seves novel·les, principalment L'Evangeli segons Jesucrist i Caín, en què utilitza la sàtira i les cites bíbliques per presentar la figura de Déu d'una manera còmica. El govern portuguès va criticar la seva novel·la de 1991 O Evangelho Segundo Jesus Cristo (L'evangeli segons Jesucrist) i va tallar el nom de l'escriptor entre els nominats al Premi de Literatura Europea, dient que l'obra atea ofenia les conviccions catòliques portugueses.
El llibre retrata un Crist que, subjecte als desitjos humans, viu amb Maria Magdalena i intenta retrocedir de la crucifixió. Després de la decisió de l'Acadèmia Sueca de lliurar a Saramago el Premi Nobel de Literatura, el Vaticà va qüestionar la decisió per motius polítics, tot i que no va fer cap comentari sobre els components estètics o literaris de l'obra de Saramago. Saramago va respondre: «El Vaticà s'escandalitza fàcilment, sobretot per gent de fora. Només haurien de centrar-se en les seves oracions i deixar la gent en pau. Respecto els que creuen, però no tinc respecte per la institució».
Saramago era membre del Partit Comunista Portuguès, i en els seus últims anys es va definir a si mateix com un defensor del comunisme llibertari. Es va presentar a les eleccions locals de Lisboa de 1989 com a part de la Coalició per Lisboa i va ser elegit regidor president de l’Assemblea Municipal de Lisboa. Saramago també va ser candidat de la Coalició Democràtica Unitària a totes les eleccions al Parlament Europeu del 1989 al 2009, tot i que es va presentar a càrrecs dels quals es pensava que no tenia possibilitats de guanyar. Va ser un crític de les polítiques de la Unió Europea (UE) i del Fons Monetari Internacional (FMI).
Moltes de les seves novel·les són reconegudes com a sàtira política d'una mena subtil. És a El Quadern on Saramago deixa més clares les seves conviccions polítiques. El llibre, escrit des d'una perspectiva marxista, és una col·lecció d'entrades de bloc de setembre de 2008 a agost de 2009. Segons The Independent, «Saramago pretén tallar la xarxa de 'mentides organitzades' que envolten la humanitat i convèncer els lectors donant les seves opinions en una sèrie implacable de cops de prosa sense adorns i derrocaments». El seu compromís polític ha portat a comparacions amb George Orwell.
Quan va parlar a The Observer l'any 2006, Saramago va dir que «creiem que tots tenim alguna influència, no pel fet que un sigui un artista, sinó perquè som ciutadans. Com a ciutadans, tots tenim l'obligació d'intervenir i implicar-me, és el ciutadà qui canvia les coses no em puc imaginar fora de cap mena d'implicació social o política».
Durant la Segona intifada, mentre visitava Ramal·lah el març de 2002, Saramago va dir que «el que està passant a Palestina és un crim que podem posar en el mateix pla que el que va passar a Auschwitz... Una sensació d'impunitat caracteritza el poble israelià i el seu exèrcit. S'han convertit en rentistes de l'Holocaust». En un assaig que va escriure ampliant les seves opinions, Saramago va escriure sobre els jueus: «educat i format en la idea que qualsevol sofriment que s'hagi infligit... a tots els altres... sempre serà inferior al que ells mateixos van patir a l'Holocaust, els jueus es rasquen sense parar la seva pròpia ferida per mantenir-la sagnant, per fer-la incurable, i la mostren al món com si fos una pancarta». Els crítics d’aquestes declaracions el van acusar que eren antisemites. Sis mesos després, Saramago va aclarir. «Haver dit que l'acció d'Israel s'ha de condemnar, que s'estan perpetrant crims de guerra; realment els israelians estan acostumats a això. No els molesta. Però hi ha certes paraules que no suporten. I dir Auschwitz allà... nota bé, no vaig dir que Ramal·lah fos el mateix que Auschwitz, això seria estúpid. El que vaig dir és que l'esperit d'Auschwitz estava present a Ramal·lah. Tots vam fer declaracions de condemna, Wole Soyinka, Breyten Breytenbach, Vincenzo Consolo i d'altres, però els israelians no es van preocupar d'això; va ser el fet que vaig posar el dit a la ferida d'Auschwitz».
Durant la Guerra del Líban de 2006, Saramago es va unir a Tariq Ali, John Berger, Noam Chomsky i altres per condemnar el que van caracteritzar com una pràctica militar, econòmica i geogràfica a llarg termini l'objectiu polític de la qual és ni més ni menys que la liquidació de la nació palestina.
També va ser partidari del federalisme ibèric. En una roda de premsa del 2008 per al rodatge de Ceguesa va preguntar, en referència a la Recessió global 2008-2012, «On es van abocar tots aquests diners als mercats? Molt ajustat i ben conservat; llavors, de sobte, sembla que salva què? vides? no, bancs». Va afegir: «Marx mai va ser tan just com ara», i va predir que «el pitjor encara està per venir».

## Estil i temes

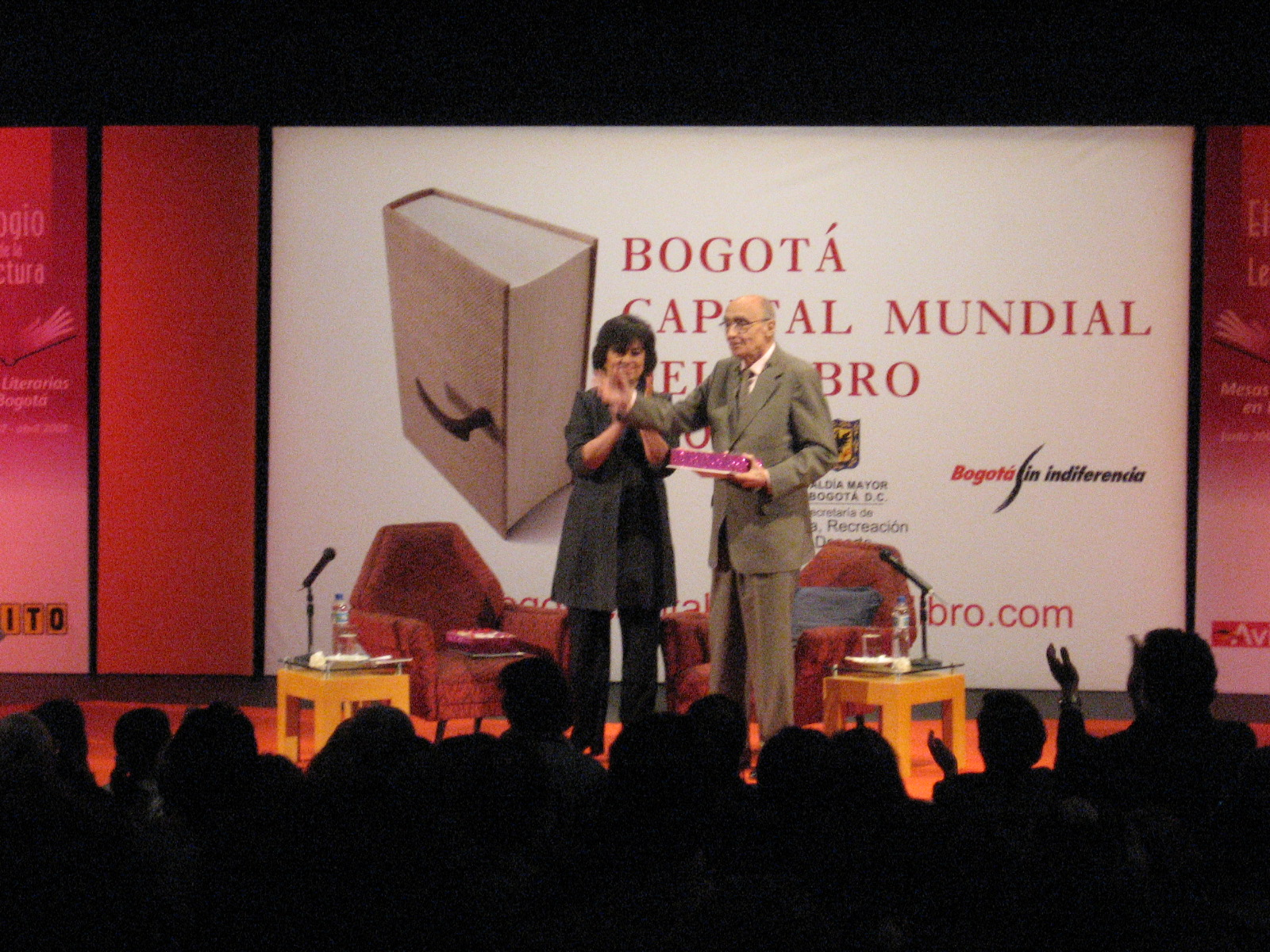
Saramago al Teatre Jorge Eliécer Gaitán de Bogotà el 2007

L'estil experimental de Saramago sovint presenta frases llargues, de vegades més d'una pàgina. Va utilitzar els punts amb moderació, escollint en canvi un flux fluix de clàusules unides per comes. Molts dels seus paràgrafs s'estenen per pàgines sense aturar-se per al diàleg (que Saramago opta per no delimitar entre cometes); quan el parlant canvia, Saramago posa en majúscula la primera lletra de la clàusula del nou parlant. Les seves obres sovint fan referència a les seves altres obres. A la seva novel·la Ceguesa, Saramago abandona completament l'ús dels noms propis, en lloc de referir-se als personatges simplement per alguna característica única, un exemple del seu estil que reflecteix els temes recurrents d'identitat i significat que es troben al llarg de la seva obra.
Les novel·les de Saramago sovint tracten escenaris fantàstics. A la seva novel·la de 1986 La bassa de pedra, la península Ibèrica es desmarca de la resta d'Europa i navega per l'oceà Atlàntic. A la seva novel·la de 1995 Assaig sobre la ceguesa, tot un país sense nom està afectat per una misteriosa plaga de ceguesa blanca. A la seva novel·la de 1984 L'any de la mort de Ricardo Reis (que va guanyar el premi PEN i el premi de narrativa estrangera independent), l'heterònim de Fernando Pessoa sobreviu durant un any després de la mort del mateix poeta. A més, la seva novel·la Les intermitències de la mort té lloc en un país en què, de sobte, ningú mor, i es refereix, en part, a les implicacions espirituals i polítiques de l'esdeveniment, tot i que el llibre en última instància passa d'un sinòptic a una perspectiva més personal.
Saramago aborda temes seriosos amb empatia per la condició humana i per l'aïllament de la vida urbana contemporània. Els seus personatges lluiten amb la seva necessitat de connectar-se entre ells, formar relacions i vincles com a comunitat, i també amb la seva necessitat d'individualitat, i trobar sentit i dignitat fora de les estructures polítiques i econòmiques.
Quan se li va demanar que descrigués la seva rutina diària d'escriptura el 2009, Saramago va respondre: «Escric dues pàgines. I després llegeixo i llegeixo i llegeixo».

## Obra literària
Les seves obres destaquen per la denúncia dels mals de la societat actual, portant a l'extrem algun dels casos per analitzar què passaria i posar-lo en relleu. Sempre hi ha algun protagonista que s'oposa a deixar-se anar, és l'arquetip de l'heroi. Pel que fa a l'estil, usa frases llargues, amb un estil de puntuació propi. El 1944 inicià l'escriptura de la seva primera novel·la, Terra do pecado (Terra del pecat, 1947), que no va tenir gens d'èxit. La seva segona novel·la, Claraboia, no pogué ni tan sols publicar-la, no es va editar fins al 2011, després de la seva mort. Aquest fet provocà que abandonés la literatura durant vint anys.
| « | Senzillament no tenia res a dir i quan no es té res a dir el millor és callar. | » |

La seva primera gran novel·la fou Levantado do chão (1980), un retrat fresc i vívid de les condicions de vida dels treballadors de la població de Lavre, situada a la regió d'Alentejo. Amb aquest llibre, Saramago aconseguí trobar la seva veu pròpia, amb l'estil gairebé poètic que el caracteritza.
La novel·la O Evangelho Segundo Jesus Cristo (L'Evangeli segons Jesucrist, 1991) el catapulta a la fama a causa d'una polèmica sense precedents a Portugal (que es considera una república laica), quan el govern en veta la presentació al Premi Literari Europeu d'aquell any, al·legant que "ofèn els catòlics". Com a acte de protesta, Saramago abandona Portugal i s'instal·la a l'illa de Lanzarote (Illes Canàries). El 1995 publica Assaig sobre la ceguesa (Ensaio sobre a cegueira) i el 1998 és guardonat amb el Premi Nobel de Literatura per una obra que amb paràboles sustentades per la seva imaginació, compassió i ironia, ens permet contínuament observar una nova realitat il·lusòria, esdevenint el primer autor en llengua portuguesa en rebre aquesta distinció.

## Premis

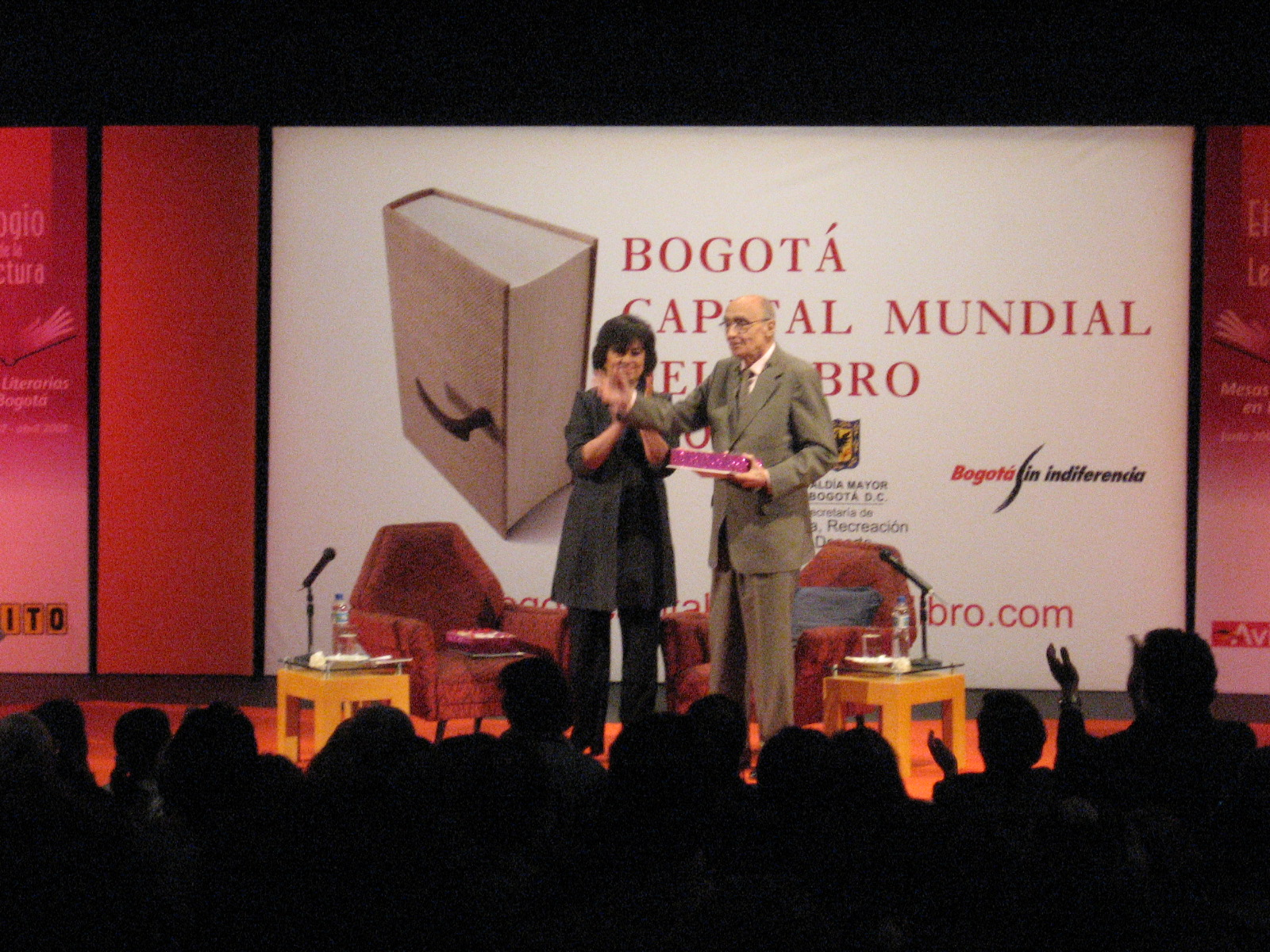
José Saramago a la Fira Internacional del Llibre de Bogotà (Colòmbia)

- Premi Cidade de Lisboa, 1980 (Levantado do Chão)
- Premi Ennio Flaiano (Itàlia), 1992 (Levantado do Chão)
- Premi Pen Club, 1983 (Memorial del Convent)
- Premi Literario Município de Lisboa, 1983 (Memorial del Convent)
- Premi Pen Club, 1985 (L'any de la mort de Ricardo Reis)
- Premi da Crítica (da Assoc. Port de Críticos), 1985 (L'any de la mort de Ricardo Reis)
- Premi D. Dinis (Fundação da Casa de Mateus), 1986 (L'any de la mort de Ricardo Reis)
- Premi Grinzane - Cavour (Alba, Itàlia), 1987 (L'any de la mort de Ricardo Reis)
- The Independent Foreign Fiction Award (Anglaterra), 1993 (L'any de la mort de Ricardo Reis)
- Grande Premio de Romance e Novela da Assoc. Port. de Escritores, 1991 (L'Evangeli segons Jesucrist)
- Premi Literario Internacional Mondello (Palerm, Itàlia), 1992 (Assaig sobre la ceguesa)
- Premi Brancatti (Zafferana, Itàlia), 1992 (Assaig sobre la ceguesa)
- Premi Vida Literária da Associação Portuguesa de Escritores, 1993
- Premi de Consagração de Carreira da Sociedade Portuguesa de Autores, 1995
- Premi Camões, 1995.
- Premi Nobel de Literatura, 1998.

## Obres publicades
A partir de 1995 amb la publicació del llibre Assaig sobre la ceguesa i, sobretot, amb el posterior guardó del Nobel de Literatura de 1998, la seva obra fou traduïda al català per Edicions 62:
| Novel·la - 1947: Terra do pecado - 1952: Claraboia (Claraboia), publicada el 2011 - 1977: Manual de Pintura e Caligrafia - 1980: Levantado do chão - 1982: Memorial del convent (Memorial do convento) - 1984: L'any de la mort de Ricardo Reis (O ano da morte de Ricardo Reis) - 1986: A jangada de pedra - 1989: Història del setge de Lisboa (História do cerco de Lisboa) - 1991: L'Evangeli segons Jesucrist (O Evangelho segundo Jesus Cristo) - 1995: Assaig sobre la ceguesa (Ensaio sobre a cegueira) - 1996: A bagagem do viajante - 1997: Tots els noms (Todos os nomes) - 2001: La caverna (A caverna) - 2002: L'home duplicat (O homem duplicado) - 2004: Assaig sobre la lucidesa (Ensaio sobre a lucidez) - 2005: Les intermitències de la mort (As intermitências da morte) - 2006: As pequenas memórias - 2008: El viatge de l'elefant (A Viagem do Elefante) - 2009: Caín (Caim) Viatges - 1981: Viatge a Portugal (Viagem a Portugal) Poesia - 1966: Els poemes possibles (Os poemas possíveis) - 1970: Provavelmente alegria - 1975: O ano de 1993 | Cròniques - 1971: Deste mundo e do outro - 1973: A bagagem do viajante - 1974: As opiniões que o DL teve - 1976: Os apontamentos Diaris - 2000: Quaderns de Lanzarote Cadernos de Lanzarote I-V Teatre - 1979: A noite - 1980: Que farei com este livro? - 1987: A segunda vida de Francisco de Assis - 1993: In Nomine Dei - 2005: Don Giovanni ou O dissoluto absolvido Contes - 1978: Objecte quasi (Objecto quase) - 1979: Poética dos cinco sentidos - O ouvido - 1997: O conto da ilha desconhecida Memòries - 2005: Petites memòries (As Pequenas Memórias) Infantil - 2001: La flor més grossa del món (A Maior Flor do Mundo) |